# ブルーノ・ペトコヴィッチ
ブルーノ・ペトコヴィッチ（Bruno Petković、1994年9月16日 - ）は、クロアチア・メトコヴィチ出身のサッカー選手。スュペル・リグ・コジャエリスポル所属。クロアチア代表。ポジションはFW、MF。

## 経歴

### イタリア時代
2012年8月27日、カターニアに移籍した。移籍後、そのままユースチームへ送られた。2013年1月27日、セリエAのフィオレンティーナ戦でチップチームデビュー。2013-14シーズン、正式にトップチーム所属が決まった。
2016年1月、セリエBのトラーパニに移籍した。このシーズンにリーグ戦10得点を記録し、クラブの最優秀若手選手賞をサポーターの投票により受賞した。
2017年1月12日、ボローニャに3年契約で移籍した。クラブの新たな顔として期待されたものの21試合で無得点に終わっている。

### GNKディナモ・ザグレブ
2018年8月6日、GNKディナモ・ザグレブへの1シーズンのみのレンタル移籍が決まった。2019-20シーズンからは完全移籍に切り替わった。

### コジャエリスポル
2025年7月16日、トルコのコジャエリスポルに加入することで合意し仮契約を結んだことが発表された。メディカルチェックを経て正式に1年延長オプション付きの2年契約を結ぶ見込みである。

## 代表経歴
2019年3月11日、負傷したマルコ・ピアツァに代わりクロアチア代表に初招集された。
2022年12月、ワールドカップカタール大会では、準々決勝のブラジル戦の延長戦終了間際に1-1とする同点ゴールを決め、PK戦を制しての準決勝進出に貢献した。

## 人物
幼少期の自身のアイドルはロナウドとズラタン・イブラヒモヴィッチ。

## 代表歴

### 出場大会
- クロアチア代表
  - 2022 FIFAワールドカップ
  - UEFA EURO 2024

### 試合数
- 国際Aマッチ 34試合 10得点（2019年-）[8]

| クロアチア代表 | 国際Aマッチ | 国際Aマッチ |
| 年             | 出場        | 得点        |
| -------------- | ----------- | ----------- |
| 2019           | 8           | 5           |
| 2020           | 5           | 1           |
| 2021           | 8           | 0           |
| 2022           | 8           | 1           |
| 2023           | 5           | 3           |
| 2024           |             |             |
| 通算           | 34          | 10          |

### 得点
| # | 開催日         | 開催地                                                     | 対戦国     | スコア | 結果 | 大会                          |
| - | -------------- | ---------------------------------------------------------- | ---------- | ------ | ---- | ----------------------------- |
| 1 | 2019年6月11日  | ヴァラジュディン、スタディオン・ヴァルテクス               | チュニジア | 1-1    | 1-2  | 親善試合                      |
| 2 | 2019年9月6日   | トルナヴァ、シュタディオーン・アントナ・マラティンスケーホ | スロバキア | 0-3    | 0-4  | UEFA EURO 2020予選            |
| 3 | 2019年10月11日 | スプリト、スタディオン・ポリュド                           | ハンガリー | 2-0    | 3-0  | UEFA EURO 2020予選            |
| 4 | 2019年10月11日 | スプリト、スタディオン・ポリュド                           | ハンガリー | 3-0    | 3-0  | UEFA EURO 2020予選            |
| 5 | 2019年11月16日 | リエカ、スタディオン・ルイェヴィツァ                       | スロバキア | 2-1    | 3-1  | UEFA EURO 2020予選            |
| 6 | 2020年9月5日   | ポルト、エスタディオ・ド・ドラゴン                         | ポルトガル | 3-1    | 4-1  | UEFAネーションズリーグ2020-21 |
| 7 | 2022年12月9日  | ライヤーン、エデュケーション・シティ・スタジアム           | ブラジル   | 1-1    | 1-1  | 2022 FIFAワールドカップ       |
| 8 | 2023年6月14日  | ロッテルダム、フェイエノールト・スタディオン               | オランダ   | 2-3    | 2-4  | UEFAネーションズリーグ2022-23 |

## タイトル
ディナモ・ザグレブ
- プルヴァHNL: 2018-19, 2019-20, 2020-21, 2021-22, 2022-23
- フルヴァツキ・ノゴメトニ・クプ: 2020-21
- フルヴァツキ・ノゴメトニ・スーペルクプ: 2019, 2022, 2023